# John Pulman
John Pulman (ur. 12 grudnia 1923, zm. 25 grudnia 1998), snookerzysta angielski - mistrz świata 1957–1968.
Był zawodowcem od 1946, po wcześniejszym sięgnięciu po mistrzostwo Anglii w kategorii amatorów. Debiutował w mistrzostwach świata w 1947, odpadając w pierwszej rundzie. 1949 i 1951 dochodził do półfinałów turniejów mistrzowskich; w kolejnych latach, w przekształconych rozgrywkach w World Playmatch Championship, ponownie półfinalista 1953 i 1954; 1955 i 1956 przegrywał dopiero w finałach, dwukrotnie z Fredem Davisem. W 1957 zdobył tytuł, po finałowym zwycięstwie nad Jackie Rea.
W kolejnych latach nie stawał w obronie tytułu mistrzowskiego - zawody nie odbywały się; przywrócono je w 1964 w formule pojedynków mistrza z pretendentem - wszystkie mecze Pulman wygrał. Pozostawał niepokonany jako mistrz świata do 1968.
W 1969 powrócono do formuły turniejowej mistrzostw i tytuł przeszedł w ręce Johna Spencera; rok później Pulman po raz ostatni walczył bezpośrednio o mistrzostwo świata, uległ jednak w finale Walijczykowi Reardonowi. W 1975 finalista turnieju Canadian Open. W kolejnych latach uczestniczył nadal w mistrzostwach świata, był jeszcze w półfinale w 1977; ostatni występ zanotował w 1980. Dwa lata później, w 1982 roku zakończył karierę snookerzysty. Pracował następnie w telewizji jako komentator snookera.
Pulman siedmiokrotnie w swojej karierze sięgał po tytuł mistrza świata: 1964 (dwukrotnie), 1965 (trzykrotnie), 1966, 1968, zaś trzykrotnie triumfował w innych ważniejszych turniejach: 1957 - World Matchplay Champion; 1954, 1957 - News of the World Champion. Zmarł  w pierwszy dzień Bożego Narodzenia na skutek upadku ze schodów i złamania biodra.
Pod względem zdobytych tytułów mistrza świata John Pulman był najlepszym snookerzystą lat 60. XX wieku. Najwyższa pozycja w rankingu jaką zajął Pulman to 7. miejsce w sezonie 1977/78 (ranking był prowadzony od roku 1976).